# キミはロボット
『キミはロボット』（朝: 너도 인간이니?、英：Are you Human?）は、韓国KBSにて2018年6月4日から8月7日まで放送されたテレビドラマ。全18話。
昏睡状態の御曹司の身代わりとなったAiロボットと財閥家に勤める警備員が繰り広げるファンタジーロマンス。

## あらすじ
1997年、天才AI博士のオ・ローラ（キム・ソンリョン）はチェコからの帰国の際に、PKグループの後継者の夫が死亡したと聞かされた。さらに結婚を認めない舅・ナム会長（パク・ヨンギュ）によって、息子のナム・シン（ソ・ガンジュン）と生き別れざるを得なかった。
チェコに戻り、自分の悲しみを癒すために息子に似たロボットを開発する。開発されたロボットは十数年に渡って、ナム・シンIII（ソ・ガンジュン）へ進化した。
一方の本物であるナム・シンは韓国で後継者になる意思を持たない厄介者になっていた。母を探すためにチェコへ渡ったが、ジョンギルの陰謀で事故に巻き込まれてしまう。
事故で昏睡状態となったシンを見て、母のローラは動転した。シンIIIもこの時に初めて、偽物だと気がつく。しかし、運命は動き出し…。

## キャスト

### メイン
ナム・シンIII　- ソ・ガンジュン（一人二役）
AI博士であるローラが、生き別れた息子をイメージに開発されたロボット。
天才的な頭脳と能力を保持し、本物のゴンと対照的に優しい。
ナム・シン　- ソ・ガンジュン（一人二役）
PKグループ会長の孫。
母を探しにチェコへ向かうものの、事故に遭い、意識不明となる。
カン・ソボン　- コン・スンヨン
元格闘技選手。
Pkグループから一時は解雇された。しかし、ジョンギルの策略で、シン付きの警備員として働く。
チ・ヨンフン　- イ・ジュニョク
シンの秘書で唯一の幼馴染み。
意識不明となったシンの身代わりとなるシンIIIを支える。
ソ・イェナ　- パク・ファニ
ジョンギルの娘。PKグループ広報チーム長。
父の策略で、シンの婚約者となる。
オ・ローラ　- キム・ソンリョン
天才的AI博士。シンの実母。
幼い頃にシンとは生き別れた。
ソ・ジョンギル　- ユ・オソン
PKグループ専務。イェナの父。
PKグループ会長の座を狙っている。
ナム・ゴンホ　- パク・ヨンギュ
PKグループ会長。シンの祖父。
厳格な性格。長年、シンを育ててきた。